# Condado de Wyoming (Nova Iorque)
O Condado de Wyoming é um dos 62 condados do Estado americano de Nova Iorque. A sede do condado é Warsaw, e sua maior cidade é Perry. O condado possui uma área de 1 545 km²(dos quais 9 km² estão cobertos por água), uma população de 43 424 habitantes, e uma densidade populacional de 28 hab/km² (segundo o censo nacional de 2000). O condado foi fundado em 1841.